# レンダリング (デザイン)
デザイン分野におけるレンダリング（rendering）とは、工業デザインの分野においては、デザイナーの意図、製品の方向性や完成後の状態を示すため、紙やディスプレー上に描かれたイラストのこと。また、作業として描く行為自体も指す。
建築分野では図面表現を意味し、またレンダリング (コンピュータ)でわかるとおりコンピューターデザイン分野では3DCGなどで完成イメージを画像生成するための計算方法の意味で使用される。オブジェクト空間にある3D画像をスクリーン空間に投影して描画し、線画タイプでアニメーションなどに使われるベクタ・グラフィックスと、見えない面を処理する隠面消去を特徴とするラスタ・グラフィックスというおもに2つの手法が使われている。
本来は表現、描写を意味し、この限りではアーキテクチャーのエスキースなどと同じ意味を成しており、目指すデザイン物の質感や造型感を第三者に伝える目的に用いられる。